# 진 양공 (1대)
양공(襄公, ？ ~ 기원전 766년)은 서주와 춘추시대 사람이다. 진나라의 군주로 정식 제후국으로 봉해진 진(秦)나라 제1대 군주이다. 장공(莊公)의 차남이다.

## 생애
기원전 778년, 장공(莊公)이 죽은 후, 그의 장남인 세보는 서융을 토벌하기 위해 태자의 자리를 동생인 양공에게 양위하였고, 양공이 계승하였다.
양공이 계승한 이후, 기세등등한 태세를 보이는 서융과 대치하였는데, 한편으로는 기원전 777년 여동생 무영(繆瀛)을 서융 풍왕(豊王)에게 시집을 보내어 서융인을 분화시켰고, 다른 한편으로는 기원전 776년 견(汧)으로 도읍을 옮겨 진나라의 세력을 동쪽으로 넓혔다.
그 해, 서융은 서견구를 포위하였고, 양공의 형인 공자 세보(世父)가 군사를 이끌고 대응을 하였지만 오히려 서융에게 잡혀 포로가 되었다. 1년이 다 되어서야 서융이 공자 세보를 풀어 주었다.

## 제후 책봉
주 유왕(周幽王) 시기 정치는 부패의 끝을 향하고 있었다. 유왕은 총애하는 후궁의 웃음을 보기 위해 거짓으로 봉화를 빈번히 올렸고 제후와 그 군대가 빈번한 거짓 출동이 많아지면서 제후 세력이 유왕을 떠나게 되었다.
유왕은 정궁인 신후(申后)와 태자 의구(宜臼)를 폐하고, 후궁인 포사(褒姒)와 그녀의 소생인 백복(伯服)을 왕후와 태자로 책봉하였다.
기원전 771년, 신후의 아버지 신후(申侯)는 증국(繒國)과 견융(犬戎)과 연합하여 서주의 수도인 호경을 공격하였다. 주유왕은 사병에게 봉화를 올리라는 명을 내려 제후들에게 구원을 청하였으나 어느 제후들도 병력을 보내지 않았다. 주유왕은 여산 아래에서 견융에게 죽임을 당하였는데, 이때, 양공은 병력을 보내어 원조하였다.
유왕 사후, 주 평왕(周平王)은 견융을 피하여 동쪽 낙읍(雒邑)으로 도성을 천도하였는데, 이때 양공은 군사를 보내 평양을 호송하였다.
주 평왕은 양공의 공이 큼으로 제후로 봉하고 말하기를 “서융은 무도하여 우리의 기산과 풍읍을 침탈하였는데, 진국이 서융을 물리쳐 준다면 그 땅을 진국의 소유로 인정하겠노라” 하였다.
이로써 양공은 정식으로 제후국 진나라로써의 초대 군주가 되었고, 그후 양공은 다른 여러 제후국들과 외교적으로 수교를 하였으며, 서로 대표단을 자주 파견하고 예물을 교환하며 관계를 다지기 시작하였다. 또한, 양공은 제후가 된 이후, 서수궁(西垂宫)에서 살았다.
그리고 영진(嬴秦)가의 일족은 백제(白帝) 소호씨(少昊氏)의 후손이라 생각하였다. 기원전 770년 서치를 만들고 흑갈기와 적색의 몸인 작은 말과 황소, 공양을 각 1필씩 제물로 바쳐 백제를 향하여 제사를 지냈다.

## 전쟁준비
양공이 제후로 봉해진 후, 진국 내에서 서융을 토벌할 전쟁준비에 집중하였다.

## 죽음
기원전 766년, 양공은 서융을 기산까지 물리치는데 성공하였으나 전쟁 중에 졸하여 양공을 서수릉원에 묻었다. 그리고 그의 아들인 문공(文公)이 계승하였다.